# خط طول 133° غرب
خط طول 133° غرب هو أحد خطوط الطول الجغرافية، والتي تمتد من القطب الشمالي الجغرافي إلى القطب الجنوبي الجغرافي، وحسب التحويل الزمني يتأخر خط طول 133° غرب عن خط غرينتش بـ8 ساعات و52 دقيقة.

## من القطب إلى القطب
ينطلق خط طول 133° غرب من القطب الشمالي نحو القطب الجنوبي مرورا بالمناطق التي ترد في الجدول التالي:
| الإحداثيات                           | البلد أو الإقليم أو البحر | ملاحظات |
| ------------------------------------ | ------------------------- | --- |
| 90°0′N 133°0′W / 90.000°N 133.000°W  | المحيط المتجمد الشمالي    | |
| 74°50′N 133°0′W / 74.833°N 133.000°W | بحر بيوفورت               | |
| 69°36′N 133°0′W / 69.600°N 133.000°W | كندا                      | الأقاليم الشمالية الغربية يوكون (إقليم) — من 66°1′N 133°0′W / 66.017°N 133.000°W كولومبيا البريطانية — من 60°0′N 133°0′W / 60.000°N 133.000°W |
| 57°57′N 133°0′W / 57.950°N 133.000°W | الولايات المتحدة          | ألاسكا — Alaska Panhandle (mainland), جزيرة كوبريانوف, Woewodski Island, جزيرة زاريمبو, Thorne Island, برينس أوف ويلز (جزيرة) و جزيرة دال     |
| 54°50′N 133°0′W / 54.833°N 133.000°W | المحيط الهادئ             | |
| 54°15′N 133°0′W / 54.250°N 133.000°W | كندا                      | كولومبيا البريطانية — Langara Island, جزيرة غراهام و Hippa Island                                                                             |
| 53°32′N 133°0′W / 53.533°N 133.000°W | المحيط الهادئ             | |
| 60°0′S 133°0′W / 60.000°S 133.000°W  | المحيط الجنوبي            | |
| 74°24′S 133°0′W / 74.400°S 133.000°W | القارة القطبية الجنوبية   | المطالب الإقليمية بالقارة القطبية الجنوبية |